# Karl Wilhelm Knochenhauer
Karl Wilhelm Knochenhauer (* 10. April 1805 in Potsdam; † 13. März 1875 in Meiningen) war ein deutscher Pädagoge, Rektor und Physiker.

## Leben und Wirken
Karl Wilhelm Knochenhauer wurde 1805 im brandenburgischen Potsdam geboren. Nach seinem Studium war er ab 1830 einige Jahre als Lehrer am Gymnasium Prenzlau und anschließend als Direktor an der Realschule in Neubrandenburg tätig. Knochenhauer erhielt im Frühjahr 1837 von Herzog Bernhard II. von Sachsen-Meiningen eine Berufung zum Direktor der neu zu gründenden Realschule Meiningen, dem später erhobenen Herzoglichen Realgymnasium Meiningen. Im August 1837 bekam er die ersten Gelder zur Anschaffung für Unterrichtsmittel zur Verfügung gestellt und am 1. Mai 1838 eröffnete er die Realschule. In den folgenden Jahren baute er die Schule zur Hochschulreife aus und wurde zum Hofrat ernannt. 1863 gründete er mit Hilfe ehemaliger mittlerweile wohlhabender Schüler die „Knochenhauer-Stiftung“, aus der bedürftige Schüler der Prima und Selekta ein Stipendium erhielten. Am 1. Oktober 1870 ging Knochenhauer in den Ruhestand.
Neben seinen hauptberuflichen Stellungen war Knochenhauer als Physiker tätig. Er verfasste einen Leitfaden für Differenzial- und Integralrechnung, stellte die Undulationslehre dar und lieferte Abhandlungen über die Elektrizität. Er veröffentlichte dazu zahlreiche Beiträge in wissenschaftlichen Schriften.

## Schriften (Auswahl)
- Versuche über gebundene Elektricität. In: Annalen der Physik und Chemie. Band 134, Joh. Ambr. Barth, Leipzig 1843.
- Ueber die Spannungsverhältnisse beim elektrischen Nebenstrom. In: Annalen der Physik und Chemie. Band 146, Joh. Ambr. Barth, Leipzig 1847.
- Versuche über die Theilung des Batteriestroms mit Rücksicht auf die Theorie derselben. In: Annalen der Physik und Chemie. Band 209, Joh. Ambr. Barth, Leipzig 1868.
- Versuche zur Theorie der Leydener Flasche. In: Annalen der Physik und Chemie. Band 214, Joh. Ambr. Barth, Leipzig 1869.
- Ueber den Nebenstrom. In: Annalen der Physik und Chemie. Band 218, Joh. Ambr. Barth, Leipzig 1871.